# Скіллунта
Скіллунта (грец. Σκιλλούντα) — місто в Греції, у номі Еліда, Західна Греція. Адміністрація муніципалітету базується в селі Крестена (грец. Κρέστενα). За 2,5 км від міста прокладена національна автомагістраль GR-9/E55.

## Географія
Скіллунта розташована за 22 км на південний схід від столиці ному міста Піргос, на південь від Олімпії. За 43 км на північний захід розташований муніципалітет Андріцена, за 88 км на північний захід міста Мегалополіс і Кіпаріссія в Мессенії.

## Населення
| Рік  | Місто | Муніципалітет |
| ---- | ----- | ------------- |
| 1981 | 3 539 | —             |
| 1991 | 5 422 | 14 449        |
| 2001 | 5 883 | 15 931        |